# Enrique García Moreno
Enrique García Moreno va ser un militar espanyol que va lluitar en la guerra civil espanyola a favor de la República.

## Participació en la Guerra Civil
En iniciar-se la revolta era tinent separat de l'Exèrcit i amb residència a Águilas (Múrcia).
Al febrer de 1937, i ja com comandant d'infanteria, se li dona el comandament de l'acabada de crear 80a Brigada Mixta en el sector de Jaén-Granada, sent substituït pel comandant Antonio Gallego Abril. A la fi de març mana per un temps la 19a Brigada Mixta en substitució del comandant Manuel Márquez, qui està formant la 18a Divisió. Serà ràpidament substituït pel comandant Miguel González Pérez-Caballero.
A la fi de març o principis d'abril se li dona el comandament de la 25a Brigada Mixta, en substitució de Julio Dueso, que acaba de lluitar de forma destacada en la batalla de Pozoblanco i amb la qual participarà en el contraatac sobre Espiel. Amb aquesta unitat passarà primer a la reserva de l'Exèrcit del Sud, formant part de la 24a Divisió, i a la fi de 1937 al VIII Cos d'Exèrcit, formant part de la 63a Divisió.
A la fi d'any serà substituït al capdavant de la 25a BM pel comandant José Costell Salido.